# Horst Rieck
Pour les articles homonymes, voir Rieck.
Horst Rieck est un journaliste allemand né à Berlin en 1941.
Il a collaboré notamment aux magazines Stern et Die Zeit, où il s'est consacré plus particulièrement aux problèmes de la jeunesse. Il a coécrit Moi, Christiane F., 13 ans, droguée, prostituée... avec Kai Hermann et en a recueilli les témoignages.